# Gyorskorcsolya a 2006. évi téli olimpiai játékokon
A 2006. évi téli olimpiai játékokon a gyorskorcsolya versenyszámait az Oval Lingotto sportközpontban rendezték február 11. és 25. között. A férfiaknak és a nőknek egyaránt 6–6 versenyszámban osztottak érmeket. A csapatversenyek új versenyszámként kerültek a programba.

## Éremtáblázat
(A rendező nemzet csapata eltérő háttérszínnel, az egyes számoszlopok legmagasabb értéke, vagy értékei vastagítással kiemelve.)
| A 2006. évi téli olimpiai játékok éremtáblázata gyorskorcsolyában | A 2006. évi téli olimpiai játékok éremtáblázata gyorskorcsolyában | A 2006. évi téli olimpiai játékok éremtáblázata gyorskorcsolyában | A 2006. évi téli olimpiai játékok éremtáblázata gyorskorcsolyában | A 2006. évi téli olimpiai játékok éremtáblázata gyorskorcsolyában | Olimpia  |
| ----------------------------------------------------------------- | ----------------------------------------------------------------- | ----------------------------------------------------------------- | ----------------------------------------------------------------- | ----------------------------------------------------------------- | -------- |
|                                                                   | Ország                                                            | Arany                                                             | Ezüst                                                             | Bronz                                                             | Összesen |
| 1.                                                                | Egyesült Államok (USA)                                            | 3                                                                 | 3                                                                 | 1                                                                 | 7        |
| 2.                                                                | Hollandia (NED)                                                   | 3                                                                 | 2                                                                 | 4                                                                 | 9        |
| 3.                                                                | Kanada (CAN)                                                      | 2                                                                 | 4                                                                 | 2                                                                 | 8        |
| 4.                                                                | Olaszország (ITA)                                                 | 2                                                                 | 0                                                                 | 1                                                                 | 3        |
| 5.                                                                | Németország (GER)                                                 | 1                                                                 | 1                                                                 | 1                                                                 | 3        |
| 5.                                                                | Oroszország (RUS)                                                 | 1                                                                 | 1                                                                 | 1                                                                 | 3        |
|                                                                   |                                                                   |                                                                   |                                                                   |                                                                   |          |
| 7.                                                                | Kína (CHN)                                                        | 0                                                                 | 1                                                                 | 1                                                                 | 2        |
|                                                                   |                                                                   |                                                                   |                                                                   |                                                                   |          |
| 8.                                                                | Dél-Korea (KOR)                                                   | 0                                                                 | 0                                                                 | 1                                                                 | 1        |
|                                                                   |                                                                   |                                                                   |                                                                   |                                                                   |          |
| Összesen                                                          | Összesen                                                          | 12                                                                | 12                                                                | 12                                                                | 36       |

## Részt vevő nemzetek
A versenyeken 19 nemzet 174 sportolója vett részt.
- Ausztria (AUT) (1)
- Belgium (BEL) (1)
- Csehország (CZE) (1)
- Dél-Korea (KOR) (14)
- Egyesült Államok (USA) (18)
- Fehéroroszország (BLR) (1)
- Finnország (FIN) (4)
- Hollandia (NED) (20)
- Japán (JPN) (19)
- Kanada (CAN) (18)
- Kazahsztán (KAZ) (4)
- Kína (CHN) (15)
- Lengyelország (POL) (5)
- Németország (GER) (13)
- Norvégia (NOR) (10)
- Olaszország (ITA) (8)
- Oroszország (RUS) (18)
- Románia (ROU) (2)
- Svédország (SWE) (2)

## Érmesek

### Férfi
| A 2006. évi téli olimpiai játékok érmesei férfi gyorskorcsolyában |                                                                                              |          |                                                                                               |          |                                                                                                 |          |
| Versenyszám                                                       | Arany                                                                                        | Arany    | Ezüst                                                                                         | Ezüst    | Bronz                                                                                           | Bronz    |
| 500 m                                                             | Joey Cheek · Egyesült Államok (USA)                                                          | 69,76    | Dmitrij Dorofejev · Oroszország (RUS)                                                         | 70,41    | I Gangszok · Dél-Korea (KOR)                                                                    | 70,43    |
| 1000 m                                                            | Shani Davis · Egyesült Államok (USA)                                                         | 1:08,89  | Joey Cheek · Egyesült Államok (USA)                                                           | 1:09,16  | Erben Wennemars · Hollandia (NED)                                                               | 1:09,32  |
| 1500 m                                                            | Enrico Fabris · Olaszország (ITA)                                                            | 1:45,97  | Shani Davis · Egyesült Államok (USA)                                                          | 1:46,13  | Chad Hedrick · Egyesült Államok (USA)                                                           | 1:46,22  |
| 5000 m                                                            | Chad Hedrick · Egyesült Államok (USA)                                                        | 6:14,68  | Sven Kramer · Hollandia (NED)                                                                 | 6:16,40  | Enrico Fabris · Olaszország (ITA)                                                               | 6:18,25  |
| 10 000 m                                                          | Bob de Jong · Hollandia (NED)                                                                | 13:01,57 | Chad Hedrick · Egyesült Államok (USA)                                                         | 13:05,40 | Carl Verheijen · Hollandia (NED)                                                                | 13:08,80 |
| Csapatverseny                                                     | Olaszország (ITA) · Matteo Anesi · Stefano Donagrandi · Enrico Fabris · Ippolito Sanfratello | 3:44,46  | Kanada (CAN) · Arne Dankers · Steven Elm · Denny Morrison · Jason Parker · Justin Warsylewicz | 3:47,28  | Hollandia (NED) · Sven Kramer · Rintje Ritsma · Mark Tuitert · Carl Verheijen · Erben Wennemars | 3:44,53  |

### Női
| A 2006. évi téli olimpiai játékok érmesei női gyorskorcsolyában | |         | |         | |              |
| Versenyszám                                                     | Arany | Arany   | Ezüst                                                                                              | Ezüst   | Bronz | Bronz        |
| 500 m                                                           | Szvetlana Zsurova · Oroszország (RUS)                                                                            | 76,57   | Vang Man-li (Wang Manli) · Kína (CHN)                                                              | 76,78   | Zsen Huj (Ren Hui) · Kína (CHN)                                                                                             | 76,87        |
| 1000 m                                                          | Marianne Timmer · Hollandia (NED)                                                                                | 1:16,05 | Cindy Klassen · Kanada (CAN)                                                                       | 1:16,09 | Anni Friesinger · Németország (GER)                                                                                         | 1:16,11      |
| 1500 m                                                          | Cindy Klassen · Kanada (CAN)                                                                                     | 1:55,27 | Kristina Groves · Kanada (CAN)                                                                     | 1:56,74 | Ireen Wüst · Hollandia (NED)                                                                                                | 1:56,90      |
| 3000 m                                                          | Ireen Wüst · Hollandia (NED)                                                                                     | 4:02,43 | Renate Groenewold · Hollandia (NED)                                                                | 4:03,48 | Cindy Klassen · Kanada (CAN)                                                                                                | 4:04,37      |
| 5000 m                                                          | Clara Hughes · Kanada (CAN)                                                                                      | 6:59,07 | Claudia Pechstein · Németország (GER)                                                              | 7:00,08 | Cindy Klassen · Kanada (CAN)                                                                                                | 7:00,57      |
| Csapatverseny                                                   | Németország (GER) · Daniela Anschütz-Thoms · Anni Friesinger · Lucille Opitz · Claudia Pechstein · Sabine Völker | 3:01,25 | Kanada (CAN) · Kristina Groves · Clara Hughes · Cindy Klassen · Christine Nesbitt · Shannon Rempel | 3:02,91 | Oroszország (RUS) · Jekatyerina Abramova · Varvara Bariseva · Galina Lihacsova · Jekatyerina Lobiseva · Szvetlana Viszokova | lekörözéssel |